# 古市站 (廣島縣)
古市站（日语：／ Furuichi eki */?）是位於廣島縣廣島市安佐南區中須一丁目，廣島高速交通的廣島新交通1號線（Astram線）車站。
在建設此站時候，車站的暫名為中須站（日语：／）。在車站月台上的站牌下方寫上了「中須」和。而此站也會稱呼為中須站。

## 歷史
- 1994年（平成6年）8月20日 - 車站啟用[1]。
- 1999年（平成11年）3月20日 - 在時間表修正後，此站成為急行列車通過站[1]。
- 2001年（平成13年） - 成為業務委託車站[2]。
- 2004年（平成16年）3月20日 - 在時間表修正後，取消急行列車班次，所有列車停靠此站[1]。
- 2009年（平成21年）8月8日 - 此站開始可以使用PASPY[1]。
- 2015年（平成27年） - 站內廣播與月台發車牌翻新至與新白島站同等級。

## 車站構造
車站是一座架空車站，設有1面2線的島式月台。月台下一層設有售票機和閘機。
車站顏色為■黃色。
車站位於中須一丁目和古市二丁目的邊界上，車站出入口只可連接中須一方。

### 月台
| 月台 | 路線             | 上下行 | 方向           |
| ---- | ---------------- | ------ | -------------- |
| 1    | ■廣島新交通1號線 | 下行   | 廣域公園前方向 |
| 2    | ■廣島新交通1號線 | 上行   | 本通方向       |

## 車站周邊
- 古市郵局
- 廣島銀行古市分店
- 廣島信用金庫古市分店
- 中國JR巴士「古市小學校前」巴士站
- 廣島交通（日语：広島交通）、廣島電鐵（日语：広電バス）「中須」巴士站
- 廣島電鐵「古市駅」巴士站（只有途經山陽、廣島、中國自動車道的三段峽75系統停靠）
- 廣島交通「上古市」巴士站（只有廣島站～川內、安佐大橋（矢口站前）線71-6、安佐大橋（矢口站前）出發前往廣島站的71-H系統停靠）

## 利用狀況
以下數據取自《廣島市統計書》。Astram線公開了「1年總乘車人次」和「1年總下車人次」。1日平均乘車人次數據中，是以當年度的總乘車人次除以365（閏年為366），再取自小數點後1位。Astram線所提供的數據以1,000人為單位，因此，平均數中會有誤差。
| 年度               | 1日平均 乘車人次 | 1年總 乘車人次 | 1年總 下車人次 |
| ------------------ | ---------------- | -------------- | -------------- |
| 1995年（平成07年） | 1,407.1          | 515,000        | 423,000        |
| 1996年（平成08年） | 1,501.4          | 548,000        | 447,000        |
| 1997年（平成09年） | 1,671.2          | 610,000        | 492,000        |
| 1998年（平成10年） | 1,846.6          | 674,000        | 544,000        |
| 1999年（平成11年） | 1,901.6          | 696,000        | 572,000        |
| 2000年（平成12年） | 1,808.2          | 660,000        | 557,000        |
| 2001年（平成13年） | 1,778.1          | 649,000        | 553,000        |
| 2002年（平成14年） | 1,805.5          | 659,000        | 561,000        |
| 2003年（平成15年） | 1,751.4          | 641,000        | 551,000        |
| 2004年（平成16年） | 1,687.7          | 616,000        | 526,000        |
| 2005年（平成17年） | 1,698.6          | 620,000        | 525,000        |
| 2006年（平成18年） | 1,720.5          | 628,000        | 535,000        |
| 2007年（平成19年） | 1,735.0          | 635,000        | 544,000        |
| 2008年（平成20年） | 1,709.6          | 624,000        | 547,000        |
| 2009年（平成21年） | 1,649.3          | 602,000        | 530,000        |
| 2010年（平成22年） | 1,709.6          | 624,000        | 544,000        |
| 2011年（平成23年） | 1,784.2          | 653,000        | 575,000        |
| 2012年（平成24年） | 1,830.1          | 668,000        | 596,000        |
| 2013年（平成25年） | 1,898.6          | 693,000        | 619,000        |
| 2014年（平成26年） | 1,969.9          | 719,000        | 639,000        |
| 2015年（平成27年） | 2,068.3          | 757,000        | 672,000        |
| 2016年（平成28年） | 2,104.1          | 768,000        | 680,000        |
| 2017年（平成29年） | 2,117.8          | 773,000        | 688,000        |
| 2018年（平成30年） | 2,153.4          | 786,000        | 704,000        |
| 2019年（令和元年） | 2,180.3          | 798,000        | 717,000        |

## 相鄰車站
廣島高速交通
廣島新交通1號線（Astram線）
中筋－古市－大町

## 注腳
1. 1 2 3 4 5  曾根悟（監修）. 朝日新聞出版分冊百科編集部（編集） , 编. . 週刊朝日百科. 30号 モノレール・新交通システム・鋼索鉄道. 朝日新聞出版. 2011-10-16: 25 （日语）.
2. ↑   (PDF). 廣島高速交通.   [2017-08-08]. （原始内容存档 (PDF)于2021-06-02） （日语）.

## 外部連結
- Astram線　官方網站 （页面存档备份，存于）（日語）